# Клаудіо Коутіньйо
Клаудіо Коутіньйо (порт. Cláudio Coutinho, 5 січня 1939, Дон-Педріту — 27 листопада 1981, Ріо-де-Жанейро) — бразильський футбольний тренер.

## Біографія

### Ранні роки
Клаудіо Коутіньйо народився в Дон-Педріту. Коли йому було 4 роки, його сім'я переїхала в Ріо-де-Жанейро. У тодішній столиці країни Коутіньйо почав військову кар'єру, вступивши у військове училище, і дослужився до звання капітана артилерії. Одночасно з військовою спеціальністю Коутіньйо, що виявляв велику увагу до спорту, навчався в армійській школі фізичного виховання. У 1968 році Коутіньйо був обраний представником школи для виступу перед Конгресом в США. У Сполучених Штатах Коутіньо познайомився з Кеннетом Купером, автором знаменитого методу визначення фізичного стану спортсменів. Після виступу вперед Конгресом, Коутіньйо був запрошений працювати в лабораторії НАСА, де він був в числі групи, що визначала стан космонавтів і льотчиків-випробувачів в стресових для організму ситуаціях. Потім він продовжив освіту в Європі, захистивши кандидатську дисертацію в університеті міста Фонтенбло.

### Початок тренерської роботи
1970 року Коутіньйо був узятий у складі делегації збірної Бразилії з футболу на тогорічний чемпіонат світу. На «мундіалі» Коутіньйо відповідав за фізичний стан гравців, застосовуючи метод Купера. Після чемпіонату світу, виграного бразильцями, Коутіньйо пропрацював головним тренером клубу «Васко да Гама», а також був координатором збірної Бразилії на чемпіонаті світу 1974 року. 1976 року Коутіньйо очолив олімпійську збірну Бразилії, яку привів до 4-го місця на Олімпіаді 1976 року. У тому ж році він очолив «Фламенго».

### Збірна Бразилії
У 1977 році, після низки невдач головного тренера першої збірної Бразилії, Освалдо Брандао, головним тренером команди був призначений Коутіньйо. Новий головний тренер почав з «європеїзації» гри бразильців, до того заснованої на індивідуальній майстерності гравців команди. Головним для Коутіньйо стала ігрова дисципліна і універсальність гравців, оскільки це був час «тотального футболу» збірної Нідерландів, а також «ponto futuro», коли гравці рухаються без м'яча, щоб будь-який з них міг його отримати в потрібний момент. Першим з бразильців-зірок постраждав Шикао, який через недостатню дисципліну був виключений з команди. На чемпіонаті світу 1978 року бразильці страждали від нестачі взаєморозуміння між Зіко і Рейналдо, головних «конструкторів» атак збірної. Після матчів групового етапу в управління командою був змушений втрутитися президент Бразильської конфедерації футболу, який ввів в команду трьох гравців, які допомогли здолати Перу і на рівних зіграти з Аргентиною. Вирішальний матч за вихід у фінал бразильці проводили з Польщею і виграли 3:1, але Аргентинці, які проводили гру пізніше і знали, скільки треба було забивати, переграли Перу 6:0. За відомостями преси та відгуками деяких гравців команди, футболісти Перу матч «здали». В результаті бразильці, які єдині на чемпіонаті не програли жодного матчу, були змушені грати матч за 3-е місце з Італією. Після турніру Коутіньйо сказав: «Ми були моральними переможцями цього чемпіонату». Після того як команда несподівано вилетіла у півфіналі Кубка Америки 1979 року від Парагваю, Коутіньйо 31 жовтня пішов зі збірної Бразилії, попутно звинувативши пресу і футбольну громадськість Бразилії в загальному невдалому результаті. Під керівництвом Коутіньйо збірна Бразилії провела 45 ігор.

### Останні роки
Коутіньо повернувся у «Фламенго» і двічі поспіль зробив команду чемпіоном штату Ріо-де-Жанейро, а 1980 року привів клуб до перемоги в чемпіонаті Бразилії. У 1981 році Коутіньйо посварився з керівництвом клубу і вирішив покинути команду, перейшов у клуб з США «Лос-Анджелес Ацтекс». У тому ж році Коутіньйо, займаючись дайвінгом, шанувальником якого він був, потонув біля пляжу в Іпанемі, Ріо-де-Жанейро. У нього залишилися дружина і двоє дітей.

## Титули і досягнення
- Чемпіон Бразилії (1):

«Фламенго»: 1980
- Переможець Ліги Каріока (2):

«Фламенго»: 1978, 1979
- Бронзовий призер чемпіонату світу: 1978